# My Little Lover
My Little Lover é uma banda Japonesa de j-Pop que começou em 1995. Originalmente a banda foi formada por Akko, como vocalista Akko (Akamatsu Akiko) e Fujii Kenji, como guitarrista, o terceiro membro Takeshi Kobayashi entrou logo após e tornou-se o tecladista e no ano seguinte se casou com Akko.
O primeiro álbum da banda, intitulado "evergreen", foi lançado em 1995 e ficou entre as dez primeiras posições no ranking da Oricon. O single "Yes ~Free Flower~" lançado em 1996 alcançou a primeira posição nas paradas de sucesso. Após uma sequência de singles foi lançado o álbum "Presents" e em torno de seis meses após foi lançado o álgum "New Adventure".
Em 2002 foi lançado o álbum "Organic" e no mesmo ano Fujii Kenji saiu da banda.
De 1995 My Little Lover tinham um contrato com o selo discográfico Toy's Factory, isso mudou em 2006, quando mudaram para o selo Avex, no mesmo ano  Kobayashi deixou a banda,  para se dedicar mais com a carreira de produtor. Esta nova etapa é basicamente o projeto solo de Akko (igualmente mantendo o nome original da banda). O primeiro single nesta nova etapa foi intitulado "Ri•bbon", lançado em 8 de novembro de 2006, e também um novo álbum de nominado "Akko", seguido do álbum "Identity".
Em 2011 ela lançou uma canção de caridade, "Love Will Find A Way", com o objetivo de ajudar as vítimas do tsunami de 2011.

## Membros
- Akko (あっこ), Nome Real: Akamatsu Akiko (小林 亜希子)[1][2]), 10 de janeiro de 1973) - vocalista.

Antigos Membros
- Kenji Fujii (藤井 謙二) (8 de março de 1969) - guitarrista (1995 - 2002)
- Takeshi Kobayashi (小林 武史) (7 de junho de 1959) - tecladista e produtor (1995 - 2006)

## Discografia

### Álbuns
1. evergreen (5 de dezembro de 1995)
2. PRESENTS (4 de março de 1998)
3. NEW ADVENTURE (2 de setembro de 1998)
4. THE WATERS (3 de dezembro de 1998)
5. Topics (16 de maio de 2001)
6. organic (11 de dezembro de 2002)
7. FANTASY (21 de janeiro de 2004)
8. akko (6 de dezembro de 2006) Lançado em edições "Original" (オリジナル)e "Original + Fan Request niyoru Best" (オリジナル+ファン・リクエストによるベスト).
9. IDENTITY (アイデンティティー)

### Compilações
1. singles(12 de dezembro de 2001)
2. Self Collection～15currents～ (28 de abril de 2004)

### Singles
1. Man & Woman (1 de maio de 1995)
2. Shiroi Kite (白いカイト) (3 de julho de 1995)
3. Hello, Again ~Mukashi kara aru Basho~ (Hello,Again～昔からある場所～)) (21 de agosto de 1995)
4. ALICE (22 de abril de 1996)
5. NOW AND THEN ~Ushina wareta Toki wo mo Tomete~ (NOW AND THEN～失われた時を求めて～) (30 de outubro de 1996)
6. YES～free flower～ (2 de dezembro de 1996)
7. ANIMAL LIFE (25 de junho de 1997) Lançado em edições MY LITTLE LOVER featuring AKKO.
8. Shuffle (20 de agosto de 1997)
9. Private eyes (12 de novembro de 1997)
10. Sora no Shita de (空の下で) (21 de janeiro de 1998)
11. DESTINY (13 de maio de 1998)
12. CRAZY LOVE/Days (23 de julho de 1998)
13. Shooting star (Shooting star～シューティングスター～) (28 de fevereiro de 2001)
14. Higasa ~japanese beauty~ (日傘～japanese beauty～) (18 de abril de 2001)
15. Survival/other side (4 de setembro de 2002)
16. Shinkokyū no Hitsuyō/Kaze to Sora no Kilim (深呼吸の必要／風と空のキリム) (28 de abril de 2004)
17. Ri•bbon (り・ぼん) (8 de novembro de 2006)
18. (あふれる) (7 de março de 2007)
19. dreamy success (22 de agosto de 2007)
20. (ラビリンス) (12 de março de 2008)
21. (イニシャル) (9 de abril de 2008)
22. (音のない世界/時のベル) (4 de fevereiro de 2009)
23. blue sky (5 de agosto de 2009)

### Vídeo
1. Sign of Thursday (3 de dezembro de 1998)

### DVD
1. clips (12 de Dezembro de 1998)

### Book&CD-ROM
1. ALICE IN WONDERLAND (31 de outubro de 1996)
2. female AKKO (5 de setembro de 1997)
3. (リトルラヴァーの探し方) (11 de novembro de 1997)
4. Private eyes Rougn Mix (25 de novembro de 1997)